# Callicles
Callicles (Oudgrieks: Καλλικλης) is een van de personages uit Plato’s dialoog Gorgias. Hij is een Atheense burger en een student van de sofist Gorgias. In het eerste gedeelte van de dialoog debatteert hij met Socrates. Daarin betoogt hij dat het natuurlijk en rechtvaardig is dat de sterkste de zwakkere domineert en dat het onrechtvaardig (in de betekenis van onnatuurlijk) zou zijn vanwege de zwakkere om de macht van de sterkere door het maken van wetten te beperken. Hij is een van de weinige personen in de dialogen van Plato die Socrates, die daar doorgaans wel in slaagt, uiteindelijk niet kleinkrijgt. Om met argumenten in het nauw te kunnen worden gedreven en al dan niet stilzwijgend zijn ongelijk toe te geven, moet de tegenstander namelijk wel eerst de kracht van argumenten erkennen, en dat doet Callicles nu juist niet.

## Leven
Het is niet zeker of Callicles wel een historische persoon was, of eerder een verzinsel uit Plato's verbeelding. In tegenstelling tot vele andere personen die figureren in Plato's dialogen komt hij namelijk nergens voor in andere teksten uit die tijd. Volgens wat we uit de dialoog leren zou het gaan om een Atheense aristocraat met politieke ambities en banden met Gorgias. In zijn uitlatingen toont hij zich een geestverwant van Thrasymachos in Plato's dialoog 'De Staat' en ook 
wel
van de latere filosoof Nietzsche. Gesteld is ook wel dat iemand met dergelijke opvattingen, waarin een onbeschaamd recht van de sterkste werd bepleit, geen lang leven beschoren moet zijn geweest en daardoor van het politieke toneel kan zijn verdwenen. E.R. Dodds veronderstelt dat Callicles slechts een literaire inventie is van Plato (Dodds, 1959, p. 12); maar Dodds merkt ook op dat het verleidelijk is om in Callicles een deel van Plato te zien, misschien de persoon die hij geworden zou zijn zonder de komst van Socrates (Dodds, 1959, p. 14). Callicles zou dus eerder een soort projectie zijn, een boosaardige tweeling (evil twin) van Plato.